# Eurytoma ingens
Eurytoma ingens is een vliesvleugelig insect uit de familie Eurytomidae. De wetenschappelijke naam is voor het eerst geldig gepubliceerd in 1944 door Bugbee.